# Anstand (Jagd)
Der Anstand oder Ansitz ist in der Jägersprache die Stelle, bei der der Jäger das Wild in guter Deckung und unter Beachtung der Windrichtung stehend oder sitzend erwartet, auch als kurzfristige Unterbrechung des Pirschgangs. 

## Beispiele
Anstand am Boden auf dem Sitzstock oder hinter dem Schirm. Ansitz auf einer Leiter oder Kanzel. Im Boot bei der Wasserjagd.
Üblich ist speziell der Anstand bei der Jagd auf Wildkaninchen beim Aus- und Einlauf ihres Baus sowie auf Federwild beim „Einfall“ zu seinen Rast- oder Nahrungsplätzen, speziell beim so genannten Entenstrich. Das Stehen auf dem Stand bei Treibjagden fällt nicht unter den Begriff Anstand.